# Sydney (namn)
Sydney var ursprungligen en alternativ stavning av efternamnet Sidney. Det är en sammandragning av franska Saint-Denis. Sydney har regelbundet använts som förnamn sedan 1800-talet och är ett snabbt växande förnamn för kvinnliga spädbarn i USA.

## Förnamn
- Sydney Allard (1910-1966), brittisk grundare av ett bilmärke
- Sydney Atkinson (1901-1977), sydafrikansk atlet
- Sydney Barnes (1873-1967), engelsk cricketspelare
- Sydney Brenner (född 1927), sydafrikansk biolog
- Sydney Camm, (1893-1966), engelsk flygingenjör
- Sydney Chaplin (1885-1965), engelsk skådespelare
- Sydney Earle Chaplin (1926-2009), amerikansk skådespelare
- Sydney Dacres (1805-1884), engelsk amiral
- Sydney Fremantle (1867-1958), engelsk amiral
- Sydney Greenstreet (1879-1954), engelsk skådespelare
- Sydney Grundy (1848-1914), engelsk dramatiker
- Sydney Gun-Munro (1916-2007), politiker från Saint Vincent och Grenadinerna
- Sydney J. Harris (1917-1986), amerikansk journalist
- Sydney Horler (1888-1954), brittisk författare
- Sydney Jacobson (1908-1988), brittisk journalist
- Sydney Kentridge (född 1922), sydafrikansk advokat
- Sydney Lamb (född 1929), amerikansk lingvist
- Sydney Laurence (1865-1940), amerikansk målare
- Sydney Mufamadi (född 1959), sydafrikansk politiker
- Sydney Newman (1917-1997), kanadensisk film- och TV-producent
- Sydney Parkinson (1745-1771), skotsk illustratör
- Sydney Penny (född 1971), amerikansk skådespelerska
- Sydney Poitier (född 1973), amerikansk skådespelerska
- Sydney Pollack (1934-2008), amerikansk skådespelare
- Sydney Possuelo (född 1940), brasiliansk upptäcktsresande och etnograf
- Sydney Ringer (1836-1910), brittisk farmakolog
- Sydney Schanberg (född 1934), amerikansk journalist
- Sydney Sekeramayi (född 1944), zimbawisk politiker
- Sydney Shoemaker (född 1931), amerikansk filosof
- Sydney Skaife (1889-1976), sydafrikansk entomolog
- Sydney Silverman (1895-1968), brittisk politiker
- Sydney Smirke (1798-1877), engelsk arkitekt
- Sydney Smith (1771-1845), engelsk författare
- Sydney Taylor (1904-1978), amerikansk författare
- Sydney J. Van Scyoc (född 1939), amerikansk science fiction-författare

## Efternamn
- Algernon Sydney (1623-1683), engelsk politiker
- Berenice Sydney (1944-1983), engelsk artist
- Grahame Sydney (född 1948), nyzeeländsk artist
- Harry Sydney (född 1959), amerikansk amerikansk fotbollsspelare
- Joan Sydney (född 1936), engelsk skådespelerska
- Mary Sydney (1561 - 1621), grevinna av Pembroke
- Robin Sydney (född 1984), amerikansk skådespelerska
- Thomas Townshend, 1:e viscount Sydney (1732-1800), brittisk politiker

## Fiktiv karaktärer
- Sydney Andrews, fiktiv karaktär i TV-serien Melrose Place
- Sydney Bristow, fiktiv karaktär i TV-serien Alias
- Sydney Carton, fiktiv karaktär i romanen Två städer av Charles Dickens från 1859
- Sydney Drew, fiktiv karaktär i TV-serien Power Rangers: S.P.D
- Sydney Fox, fiktiv karaktär i TV-serien Relic Hunter
- Sydney Losstarot, fiktiv karaktär i TV-spelet Vagrant Story
- Sydney, fiktiv karaktär i TV-serien The Pretender
- Kevin Sydney, fiktiv karaktär den tecknade serien X-Men
- Sydney Sage, fiktiv karaktär i bokserierna Vampire Academy och Bloodlines